# Ignatius Staub
Ignatius Staub OSB (* 19. Dezember 1872 in Baar ZG; † 29. März 1947 in Einsiedeln) war der 54. Abt des Klosters Einsiedeln.

## Leben
Josef Thomas Staub wurde am 19. Dezember 1872 in Baar geboren und trat im Herbst 1886 in die Stiftsschule Einsiedeln ein. Nach Beendigung der 6. Klasse wurde er in das Kloster aufgenommen und legte 1893 seine zeitliche Profess unter dem Ordensnamen Ignatius ab. Im Jahr 1896 erhielt er das Diakonat.
Nachdem Ignatius ein Jahr an der Ordenshochschule S. Anselmo studierte, kehrte er nach Einsiedeln zurück und wurde 1899 zum Priester geweiht.
Im Herbste 1902 sandte Abt Columban Ignatiuszum Studium der Geschichte an die Universität in Freiburg.
1906 übernahm er die Lehrstelle für Geschichte am Einsiedler Gymnasium und arbeitete gleichzeitig an seiner Doktorarbeit über Johann Fabri. Als Lehrer war er überaus beliebt.
Im April 1916 wurde Ignatius zum Stiftsbibliothekar ernannt, behielt aber seine Geschichtsprofessur bei. 1922 erschien sein Werk "Geschichte des Mittelalters", welches er eine Zeitlang im Frauenkloster in der Au verfasste.
Ein Jahr später, am 19. Dezember 1923 wurde er zum Abt gewählt. Trotz seines Amtes blieb er dem Geschichtsstudium treu und war Mitglied des Historischen Vereins der fünf Orte, des Historischen Vereins des Kantons Schwyz, sowie der Allgemeinen Geschichtsforschenden Gesellschaft der Schweiz, deren Vorstandsmitglied er ab 1931 war.
Darüber hinaus widmete sich Ignatius der Zweigschule der Einsiedler Benediktiner im Collegio Papio und erreichte einen gewaltigen Aufschwung für die landwirtschaftliche Schule in Pfäffikon.